# 왕통 (명나라)
왕통(王通, ? ~ 1452년)은 명나라의 장수이다. 섬서승선포정사사(陝西承宣布政使司) 서안부(西安府) 함녕현(咸寧縣, 현재의 산시성 시안시) 사람이고, 작위는 성산후(成山侯)이다.

## 생애

### 건문제, 영락제 시기
왕통은 금향후(金鄕侯) 왕진(王眞)의 아들이다. 정난의 변 때 부친의 관직을 이어 도지휘사(都指揮使)가 되었고, 부친의 부대를 이끌고 전투에 참여하여 공을 세워 거듭 승진해 도독첨사(都督僉事)가 되었다. 이후 부친이 죽자 무의백(武義伯)으로 봉해지고 녹(祿) 천 석(石)과 세권(世券)을 수여받았다. 영락 7년(1409년), 장릉(長陵)을 건조하는 일을 책임졌다. 영락 17년(1419년), 성산후(成山侯)로 가봉되었고, 봉록 2백 석을 더하였다. 영락 18년(1420년), 영락제의 북벌에 참전하여 좌액(左掖)을 통솔하였다. 영락 20년(1422년), 다시 영락제를 따라 출새(出塞)하여 대군의 후미에서 행군하였고, 연이어 출새하며 우액(右掖)을 통솔하였다.

### 홍희제, 선덕제 시기
홍희제가 즉위한 뒤 후군도독부사(後軍都督府事)를 관장하게 되었고, 태자태보(太子太保)가 가봉되었다. 선덕 초년에 교지총병관(交阯總兵官) 풍성후(豐城侯) 이빈(李彬)이 병사하자 영창백(榮昌伯) 진지(陳智), 도독 방정이 참장(參將)으로서 대신 베트남 지역을 지켰는데, 모두 직무를 능히 감당할 수 없었다. 당시 람선 봉기를 일으킨 레러이가 세력을 확대하여 연달아 군읍(郡邑)을 격파하고 장수와 관리를 죽였다. 진지가 출병하여 레러이와 맞섰으나 연패하였고, 선덕제는 진지의 작위를 깎은 뒤 왕통으로 하여금 정이대장군(征夷將軍)의 인을 차고 군사를 이끌어 레러이를 토벌하도록 하였다. 레러이의 동생 레티엔(黎善)이 교주(交州)로 진격하자 도독(都督) 진준(陳濬) 등이 방어하였다. 마침 왕통의 대군이 도착하자 명나라군은 길을 나눠 출격하였다. 참장(參將) 마영(馬瑛)이 탁텃현(石室縣)에서 기의군을 격파하자 왕통은 병사를 이끌고 마영과 합쳤으나, 닌교(寧橋)에서 매복에 걸려 군사가 크게 패하고 궤멸하였다. 이를 똣동-쭉동 전투라고 하며, 전사자가 2~3만 명에 달하였다. 왕통은 부상을 입고 퇴각하여 교주를 지켰는데, 레러이가 응에안(乂安)에서 그 소식을 듣고 직접 정예병을 이끌고 동관(東關)을 포위하였다. 왕통은 기세가 꺾여 은밀히 사신을 보내 레러이를 위하여 책봉을 요청하겠다고 허락하였으며, 타인호아(淸化) 이남의 땅을 레러이에게 귀속시켰다. 안찰사(按察使) 양시습(楊時習)이 불가하다고 하자 왕통은 큰 소리로 그를 꾸짖었다. 타인호아의 수장(守將) 나통(羅通) 또한 성을 버리려 하지 않고 지휘(指揮) 타충(打忠)과 굳게 지켰다. 선덕제는 류승(柳升)으로 하여금 군사를 이끌고 돕게 하였으나 이르지 못했다.
선덕 2년(1427년) 2월, 레러이가 타인호아를 공격하였다. 왕통은 정예병 5천 명을 이끌고 레러이를 기습하여 만여 명을 참살하는 승리를 거두었다. 레러이는 두려워하며 철군하고자 하였고, 명나라군의 여러 장수들이 승세를 타고 추격할 것을 청하였다. 왕통은 미적거리며 3일 동안이나 출격하지 않았고, 그 사이에 레러이는 원기를 회복하여 사방에서 공격을 시작하였고, 병사를 나누어 쓰엉강(昌江)과 르엉강(諒江)을 점령하였다. 왕통은 모두 병사를 내어 공격하지 않았다. 이때 레러이가 화친을 요구하자 왕통은 레러이의 서신을 선덕제에게 올렸다. 당시 류승이 찔랑-쓰엉강 전투에서 기의군의 복병에 걸려 전군이 궤멸하였고, 목성(沐晟)의 부대 또한 수미현(水尾縣)에 도달한 뒤로는 전진하지 못했다. 왕통은 더욱 두려워하였고, 이에 급히 레러이의 화친 요구 서신과 사죄를 드리는 표문을 함께 조정에 올렸다. 같은 해 10월, 왕통이 관리 및 군민들을 이끌고 성을 나서 레러이와 함께 단을 세우고 맹세하였다. 이를 동관회서라고 하며, 양측이 철군하기로 약속하였다. 왕통은 레러이에게 금라주단(錦羅綢緞)을 주었고, 레러이도 귀중한 재물을 감사의 의미로 왕통에게 주었다. 12월, 왕통이 태감(太監) 산수(山壽)와 진지 등으로 하여금 수로를 통해 흠주(欽州)로 돌아가게 하였고, 자신은 육군을 이끌고 광서(廣西)로 돌아갔다. 남녕(南寧)에 도착한 뒤 선덕제가 그 일에 대해 알게 되었다. 당시 명나라 조정은 철군하는 일을 상의하고 있었고, 이에 교지를 포기하기로 확정했다. 제4차 중국의 베트남 지배 시기에 명나라는 전후로 병사 10만 명을 파견하였고, 군자금은 백만 석 이상이었고, 물자를 수송하는 비용도 무수하였으나 이때에 이르러 모두 종언을 고하였다. 명나라로 돌아온 관리 및 군민들은 86,000여 명이었고, 전란에서 죽은 자는 수를 셀 수 없을 정도였다. 베트남의 토관(土官) 도꾸이중(陶季容), 쩐딘(陳汀) 등은 레러이로부터 추궁을 받을 것이 두려워서 달아나 스스로 명나라로 들어갔다. 선덕 3년(1428년), 왕통이 경사로 돌아갔으나 당시 여러 신하들이 왕통을 탄핵하였다. 왕통은 사형을 선고받고 하옥되었으며, 세권을 빼앗기고 가산이 적몰되었다.

### 정통제, 경태제 시기
정통 4년(1439년), 정통제가 그를 특별사면하여 백성으로 하였다. 경태제가 즉위한 뒤 도독첨사(都督僉事)로 임용되었고, 경사보위전(京師保衛戰)에 참여하였다. 이때 에센을 막아내는 데 공로를 세워 도독동지(都督同知)로 승진하였고, 천수산(天壽山)을 지켰으며 가산 또한 회복되었다. 경태 3년(1452년), 임지에서 사망하였다.